# Zubin Mehta

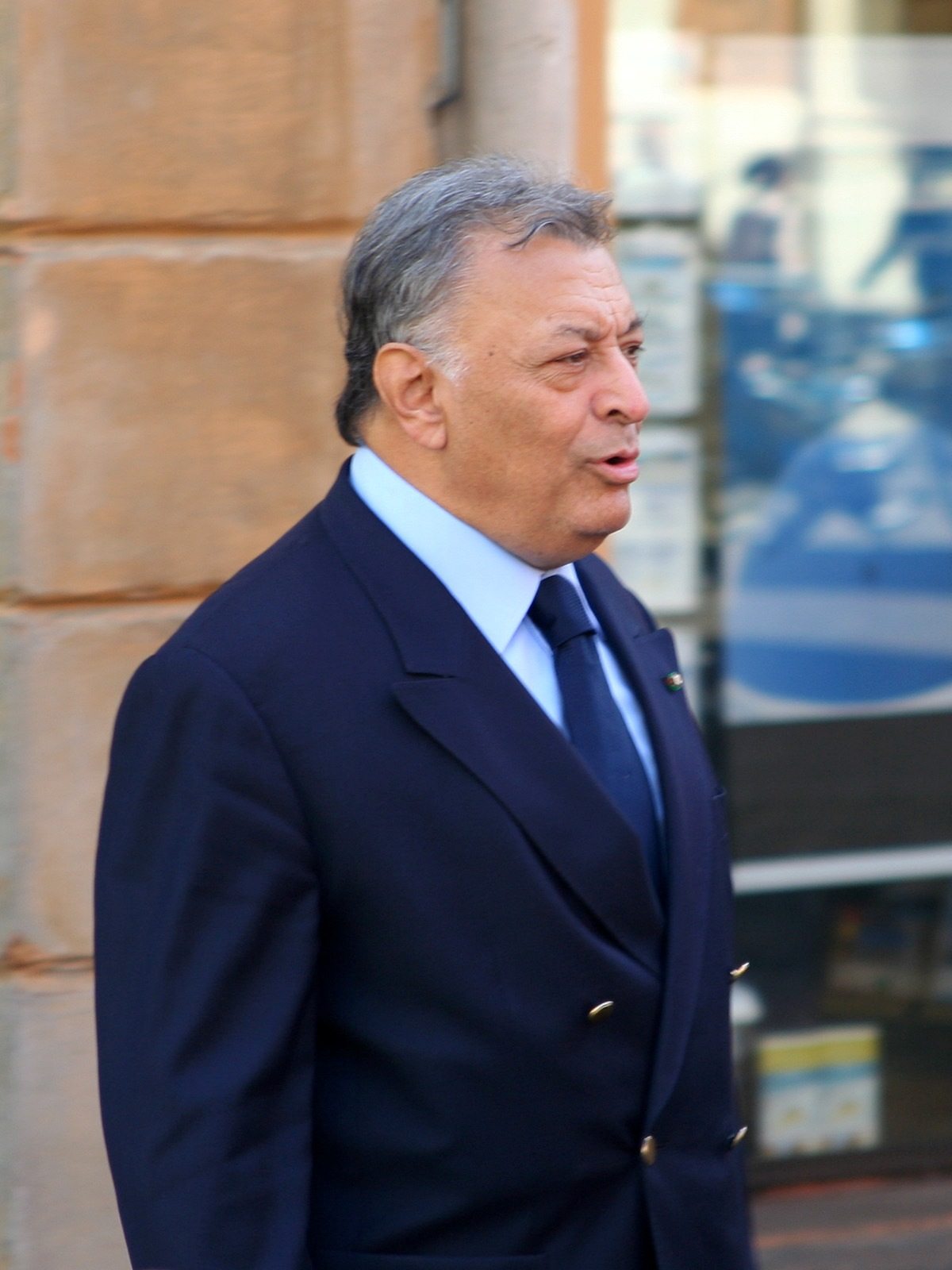
Zubin Mehta

Zubin Mehta, född 29 april 1936 i Bombay, är en indisk orkesterledare (dirigent) inom klassisk musik.
Zubin Mehta föddes i en parsisk familj i den indiska staden Bombay. Hans far grundade symfoniorkestern i födelsestaden. Mehta själv studerade för Hans Swarowsky och debuterade som dirigent 1958 i Wien. Han är sedan 1970 ledare för Israels symfoniorkester. Han är även ledare för Bayerns symfoniorkester.